# 導彈部隊和砲兵日
導彈部隊和砲兵日（烏克蘭語：День ракетних військ і артилерії）是烏克蘭的國定假日，每年於11月3日慶祝，以支持烏克蘭的導彈部隊和砲兵。
這一節日慶祝的背後，是紀念蘇聯砲兵在納粹德國侵略時期對解放烏克蘭所做出的重要貢獻，以及現代烏克蘭導彈部隊和砲兵在保衛烏克蘭國家的使命中所扮演的重要角色。這些慶祝活動突顯這一領域的豐富歷史和當代意義。

## 歷史

### 蘇聯時期
在蘇聯時代，其慶祝「導彈部隊和砲兵日」是在11月19日。這一節日是根據1964年11月17日蘇聯最高蘇維埃主席團第3027-VI號法令《關於慶祝「導彈部隊和砲兵日」》而設立的。隨著蘇聯解體，俄羅斯成為蘇聯的法定繼承者，因此保留了11月19日的節日。然而，烏克蘭在這個節日方面並未繼承蘇聯的法令，自1991年以來正式停止慶祝「導彈部隊和砲兵日」。
而11月3日的日期是為紀念1943年解放基輔行動的開始。
1943年11月3日，蘇聯砲兵在第聶伯河戰役期間，成功在複雜環境中協助第38軍突破了位於基輔以北的德國堅固防線。為了執行這個任務，首次採用了對蘇聯軍隊來說不常見的砲兵支援方式，即 「火力牆」，以及一種新的方法，即同時對多個防線進行砲火打擊，並逐漸推進到深處。在後續的戰鬥中，不再使用這種火力打擊方式，但在突破區域，這種火力打擊被證明是整個德蘇戰爭中密度最高的。為了表揚成功進攻基輔，根據1943年11月6日最高總司令的第37號命令，24個砲兵單位和部隊獲得「基輔」名譽稱號。

### 烏克蘭
此節日是根據烏克蘭總統列昂尼德·庫奇馬於1997年10月31日發佈第1215/97號法令《關於導彈部隊和砲兵日》設立的。該法令考慮到導彈部隊和砲兵在強化國家防禦能力方面的重要作用，宣佈在烏克蘭設立「導彈部隊和砲兵日」，並將其慶祝日期訂為每年的11月3日。

## 外部鏈結
- 烏克蘭導彈部隊和砲兵退伍軍人協會